# Megachile babylonica
Megachile babylonica är en biart som beskrevs av Rebmann 1970. Megachile babylonica ingår i släktet tapetserarbin, och familjen buksamlarbin. Inga underarter finns listade i Catalogue of Life.